# Phyllonorycter japonica
Phyllonorycter japonica là một loài bướm đêm thuộc họ Gracillariidae. Loài này có ở Nhật Bản (Hokkaidō, Honshū, Kyūshū, Shikoku) và vùng Viễn Đông Nga.
Sải cánh dài 6–8 mm.
Ấu trùng ăn Carpinus laxiflora, Carpinus tschonoskii, Corylus heterophylla, Corylus mandshurica và Ostrya japonica. Chúng ăn lá nơi chúng làm tổ.